# Федерація Родезії та Ньясаленду
Федерація Родезії та Ньясаленду (англ. Federation of Rhodesia and Nyasaland), також знана як: Центральноафриканська Федерація скор. ЦАФ (англ. Central African Federation, скор. CAF) — колишня самоврядна держава, (британський протекторат) на півдні Африки, яка існувала з 1 серпня 1953 по 31 грудня 1963. Федерацію утворено з самоврядної з 1923 року колонії Південна Родезія (суч. Зімбабве) і протекторатів Північна Родезія (суч. Замбія) і Ньясаленд (суч. Малаві). Як володінням британської корони — не бувши ні колонією, ні домініоном, — у ній, як і в домініонах, владу британської корони представляв генерал-губернатор.

## Історія держави
Федерацію створено 1 серпня 1953 як середній шлях між новими незалежними соціалістичними африканськими державами та країнами, в котрих уся влада зосереджувалася в руках білих поселенців (ПАР, Португальська Південно-Західна Африка, Португальська Східна Африка). Хоч задумана як постійне утворення, Федерація розпалася унаслідок нерозв'язних конфліктів між африканськими націоналістами та білою меншістю.
Оскільки наприкінці 1950-х — початку 1960-х років більшість країн світу розглядала відхід від колоніалізму як одну з форм модернізації, — і Сполучене Королівство піддалося подібному тиску як із боку ООН, так і з боку Організації африканської єдності.
Федерація офіційно припинила існування 31 грудня 1963, коли Північна Родезія отримала незалежність від Великої Британії як нова держава Замбія, а Ньясаленд отримав незалежність як нова держава Малаві. Південна Родезія стала спершу незалежною державою під назвою Родезія, наразі — Зімбабве.

## Внутрішні суперечності

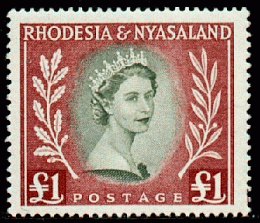
Марка Федерації Родезії та Ньясаленду

Ще до створення Федерації було ясно, що Південна Родезія буде домінівною територією в економічному, виборчому, і військовому відношенні.
Вирішальними факторами як і в створенні, так і в скасуванні Федерації, стала значна різниця між числом африканського і європейського населення, і значна кількість європейців в Південній Родезії, в порівнянні з Північними протекторатами. Це ускладнювалося зростанням кількості європейських поселенців в Південній Родезії (у переважній більшості британських мігрантів), на відміну від Північного протекторату. Від цього значною мірою залежали майбутні події у Федерації.
У 1939 в Південній Родезії мешкало близько 60 000 європейців; незадовго до створення Федерація їх налічувалося приблизно 135 000; до того часу, коли Федерація була скасована їх кількість досягала 223 000. Ньясаленд показав найменший приріст європейського і найбільший проріст африканського населення.
Політичним лідером європейського населення у Федерації був Годфрі Мартін Гаґґінс, 1-й віконт Малверн, прем'єр-міністр ЦАФ перші три роки її існування, до цього був протягом 23-х років прем'єр-міністром Південної Родезії.